# 吴柔胜
吳柔勝（1154年—1224年），字勝之，寧國府宣城縣人，南宋政治人物。

## 生平
幼聽其父吳丕承講伊洛書，知有持敬之學，不苟言笑。徙建康府溧水縣。淳熙八年（1181年）進士及第，授南康軍都昌縣主薄。丞相趙汝愚知其賢，授嘉興府學教授，入館閣。慶元黨案爆發，趙汝愚被貶，吳柔勝亦遭御史湯碩參奏“救荒浙右，擅放田租，為汝愚收人心”，被罷官，閒居十餘年。嘉定初年，主管刑工部架閣文字，遷國子正，歷任太學博士、工部郎中，太平州知州，終官朝奉大夫，秘閣修撰。嘉定十七年（1224年）卒，年七十一，諡正肅。

## 家族
妻沈氏生子四，長子吳源（早亡）、次子吳泳（早亡）、三子吳淵、四子吳潛。

## 延伸阅读
[在维基数据编辑]
 《宋史·卷400》，出自脱脱《宋史》